# Bert Scheirlinckx
Bert Scheirlinckx (n. 1 de novembro de 1974 em Zottegem) é um ciclista belga, membro da equipa Geofco-Ville de Argel. Profissional de 2000 a 2012, consegue uma etapa da Volta ao Japão em 2002 e o Grande Prêmio Pino Cerami em 2011. O seu irmão Staf é igualmente corredor profissional.

## Palmarés
- 1999
  - 2.º de Zellik-Galmaarden
- 2002
  -     - 2. ª etapa da Volta ao Japão

  - 3.º da Volta ao Japão
- 2004
  - 3.º do Tro Bro Leon
  - 3.º da Tour de Finistère
  - 3.º da Druivenkoers Overijse
- 2006
  - 2.º da Polynormande
  - 3.º do Hel van het Mergelland
- 2008
  - Através do Hageland
- 2009
  - 3.º da Flecha Flamenga
  - 3.º da Druivenkoers Overijse
- 2010
  - 3.º do Grande Prêmio de Frankfurt
- 2011
  - Grande Prêmio Pino Cerami
  - Troféu Internacional Jong Maar Moedig
  - 2.º da Clássica de Loire-Atlantique

## Classificações mundiais
}
| Ano             | 2005   | 2006  | 2007   | 2008  | 2009  | 2010  | 2011 | 2012   |
| UCI Africa Tour |        |       |        |       |       |       |      | 145.º. |
| UCI Europe Tour | 940.º. | 121.º | 1187.º | 974.º | 310.º | 189.º | 56.º |        |